# Indianapolis 500 in 1928

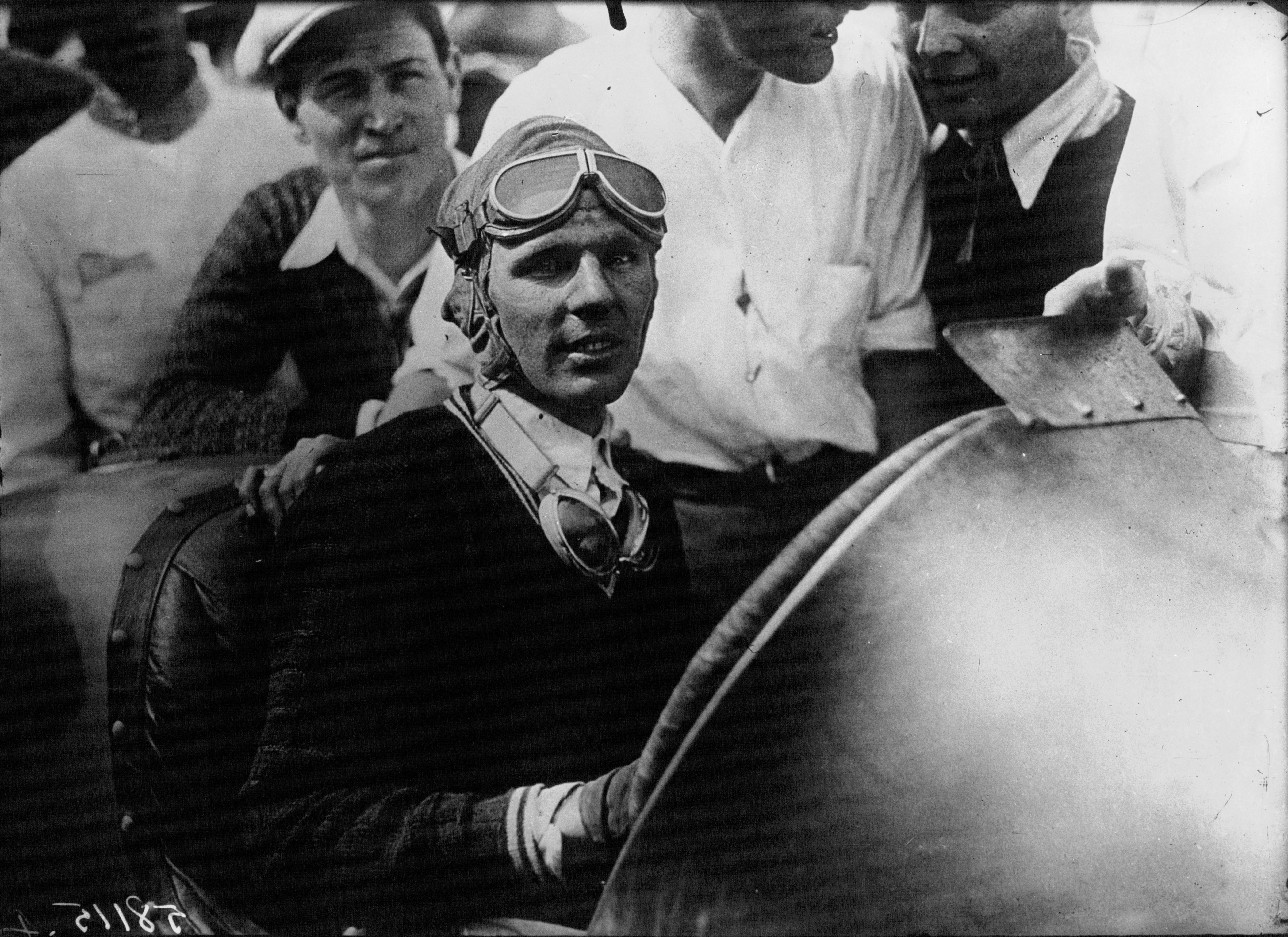
Louis Meyer in de Indy 500 van 1928

De 16e Indianapolis 500 werd gereden op woensdag 30 mei 1928 op de Indianapolis Motor Speedway. Amerikaans coureur Louis Meyer won de race voor de eerste keer in zijn carrière.

## Startgrid
| Rij | Binnen          | Midden         | Buiten         |
| --- | --------------- | -------------- | -------------- |
| 1   | Leon Duray      | Cliff Woodbury | Cliff Bergere  |
| 2   | Tony Gulotta    | Babe Stapp     | Ralph Hepburn  |
| 3   | Louis Schneider | Lou Moore      | Fred Comer     |
| 4   | Ray Keech       | Johnny Seymour | George Souders |
| 5   | Louis Meyer     | Fred Frame     | Norman Batten  |
| 6   | Sam Ross        | Deacon Litz    | Cliff Durant   |
| 7   | Peter Kreis     | Billy Arnold   | Jimmy Gleason  |
| 8   | Russ Snowberger | Dave Evans     | Earl Devore    |
| 9   | C. W. Belt      | Benny Shoaff   | Ira Hall       |
| 10  | Henry Kolhert   | Wilbur Shaw    |                |

## Race
| #                                  | Coureur         | Auto          | Ronden | Opgave     |
| ---------------------------------- | --------------- | ------------- | ------ | ---------- |
| 1                                  | Louis Meyer     | Miller        | 200    |            |
| 2                                  | Lou Moore       | Miller        | 200    |            |
| 3                                  | George Souders  | Miller        | 200    |            |
| 4                                  | Ray Keech       | Miller        | 200    |            |
| 5                                  | Norman Batten   | Miller        | 200    |            |
| 6                                  | Babe Stapp      | Miller        | 200    |            |
| 7                                  | Billy Arnold    | Miller        | 200    |            |
| 8                                  | Fred Frame      | Duesenberg    | 200    |            |
| 9                                  | Fred Comer      | Miller        | 200    |            |
| 10                                 | Tony Gulotta    | Miller        | 200    |            |
| 11                                 | Louis Schneider | Miller        | 200    |            |
| 12                                 | Dave Evans      | Miller        | 200    |            |
| 13                                 | Henry Kolhert   | Miller        | 180    |            |
| 14                                 | Deacon Litz     | Miller        | 161    |            |
| 15                                 | Jimmy Gleason   | Duesenberg    | 195    | Mechanisch |
| 16                                 | Cliff Durant    | Miller        | 175    | Mechanisch |
| 17                                 | Johnny Seymour  | Cooper/Miller | 170    | Mechanisch |
| 18                                 | Earl Devore     | Miller        | 161    | Ongeval    |
| 19                                 | Leon Duray      | Miller        | 133    | Mechanisch |
| 20                                 | Sam Ross        | Miller        | 132    | Mechanisch |
| 21                                 | Ira Hall        | Duesenberg    | 115    | Ongeval    |
| 22                                 | Peter Kreiss    | Cooper/Miller | 73     | Mechanisch |
| 23                                 | Cliff Woodbury  | Miller        | 55     | Mechanisch |
| 24                                 | Ralph Hepburn   | Miller        | 48     | Mechanisch |
| 25                                 | Wilbur Shaw     | Miller        | 42     | Mechanisch |
| 26                                 | Benny Shoaff    | Duesenberg    | 35     | Ongeval    |
| 27                                 | C. W. Belt      | Miller        | 32     | Mechanisch |
| 28                                 | Cliff Bergere   | Miller        | 7      | Mechanisch |
| 29                                 | Russ Snowberger | Miller        | 4      | Mechanisch |
| Gemiddelde snelheid : 160,101 km/h |                 |               |        |            |